# Сульфид триванадия
Сульфид триванадия — бинарное неорганическое соединение
ванадия и серы
с формулой V3S,
кристаллы.

## Получение
- Нагревание стехиометрической смеси чистых веществ:

{\displaystyle {\mathsf {3V+S\ {\xrightarrow {1350^{o}C}}\ V_{3}S}}}

## Физические свойства
Сульфид триванадия образует кристаллы нескольких модификаций:
- α-V3S, тетрагональная сингония, пространственная группа I 42m, параметры ячейки a = 0,9470 нм, c = 0,4589 нм, Z = 8, существует при температуре выше ≈900°С;
- α-V3S, тетрагональная сингония, пространственная группа P 42/nbc, параметры ячейки a = 0,9381 нм, c = 0,4663 нм, Z = 8, существует при температуре ниже ≈900°С [1][2].

Соединение образуется по перитектической реакции при температуре 1350°С.